# Viola Davis
Viola Davis (St. Matthews, 11 agosto 1965) è un'attrice e produttrice televisiva statunitense.
Annoverata tra le migliori attrici della sua generazione, è salita alla ribalta nel 2008 con il pluripremiato film Il dubbio, che le è valso la sua prima candidatura al Premio Oscar nella sezione miglior attrice non protagonista. Grazie a The Help (2011) ha vinto due Critics' Choice Awards, due Screen Actors Guild Awards e ricevuto la sua seconda candidatura all'Oscar, questa volta come miglior attrice protagonista. Nel 2016 ha ricevuto ampi consensi da parte di critica e pubblico per la sua magistrale interpretazione di Rose Lee Maxson in Barriere di Denzel Washington, con la quale si è aggiudicata il Golden Globe, lo Screen Actors Guild Award, il Critics' Choice Awards, il BAFTA e il Premio Oscar come miglior attrice non protagonista. A partire dallo stesso anno interpreta il personaggio di Amanda Waller nel DC Extended Universe, ruolo che mantiene anche nel DC Universe, soft reboot del franchise dedicato ai personaggi della DC Comics. Nel 2021, per il suo ritratto della cantante Ma Rainey nel film Ma Rainey's Black Bottom, viene nuovamente candidata al Premio Oscar come miglior attrice protagonista; con quattro nomination (due da protagonista e due da non protagonista), Viola Davis è diventata l'attrice afroamericana più candidata nella storia della manifestazione.
Sul piccolo schermo, Davis viene ricordata per aver interpretato l'avvocatessa Annalise Keating nella serie televisiva Le regole del delitto perfetto (2014-2020), grazie a cui ha vinto il Premio Emmy per la miglior attrice in una serie drammatica, divenendo la prima attrice nera ad aggiudicarsi l'ambito riconoscimento in quella categoria. Nota interprete di teatro, con particolare riferimento alle opere di August Wilson, Davis è vincitrice di due Tony Awards, rispettivamente vinti nel 2001 per King Hedley II e nel 2010 per Fences, e anche di tre Drama Desk Awards. Nel 2023, grazie alla vittoria del Grammy Award, Davis è diventata la terza donna afroamericana nella storia ad essere entrata a far parte della cerchia ristretta di celebrità che hanno conseguito l'EGOT, cioè ad aver vinto i quattro premi principali nell'ambito dell'intrattenimento statunitense: l'Emmy per la televisione, il Grammy per la musica, l'Oscar per il cinema ed il Tony per il teatro.

## Biografia
Nata nella Carolina del Sud, ma cresciuta nel Rhode Island, è la penultima dei sei figli di Mary e Dan Davis. Suo padre è un allenatore di cavalli mentre sua madre è una casalinga, operaia e attivista dei diritti civili. Inoltre, è cugina di secondo grado dell'attore Mike Colter. Ha studiato teatro presso il Rhode Island College, diplomandosi nel 1988. Dopo aver proseguito gli studi alla Juilliard School, nel 1993, Davis comincia la sua carriera sul palco vincendo un Obie Award nel 1999. Nel 2001 vince il suo primo Tony Award per la miglior interpretazione femminile e il primo Drama Desk Awards per il ruolo di Tonya in King Hedley II di August Wilson. Al cinema è apparsa in ruoli minori nei film di Denzel Washington Antwone Fisher, per il quale si aggiudica una candidatura all'Independent Spirit Awards, Out of Sight, Traffic e Solaris.
Nel 2004 lavora nuovamente per il teatro nella piéce Off-Broadway Intimate Apparel. Al cinema recita nel film di Oliver Stone World Trade Center, Disturbia e Come un uragano. In televisione ha recitato in Law & Order - Unità vittime speciali, nel ruolo ricorrente di Donna Emmett. Ha partecipato ai primi quattro film tratti dalla serie Jesse Stone dello scrittore Robert B. Parker ricoprendo il ruolo di Molly Crane, agente di polizia dell'immaginaria cittadina di Paradise. Nel 2008 ricopre il ruolo di Mrs. Miller ne Il dubbio accanto a Meryl Streep, Philip Seymour Hoffman e Amy Adams, tratto dallo spettacolo omonimo di John Patrick Shanley; per la sua interpretazione si è aggiudicata un National Board of Review Awards 2008 ed è stata candidata al Golden Globe 2009 e all'Oscar come migliore attrice non protagonista.

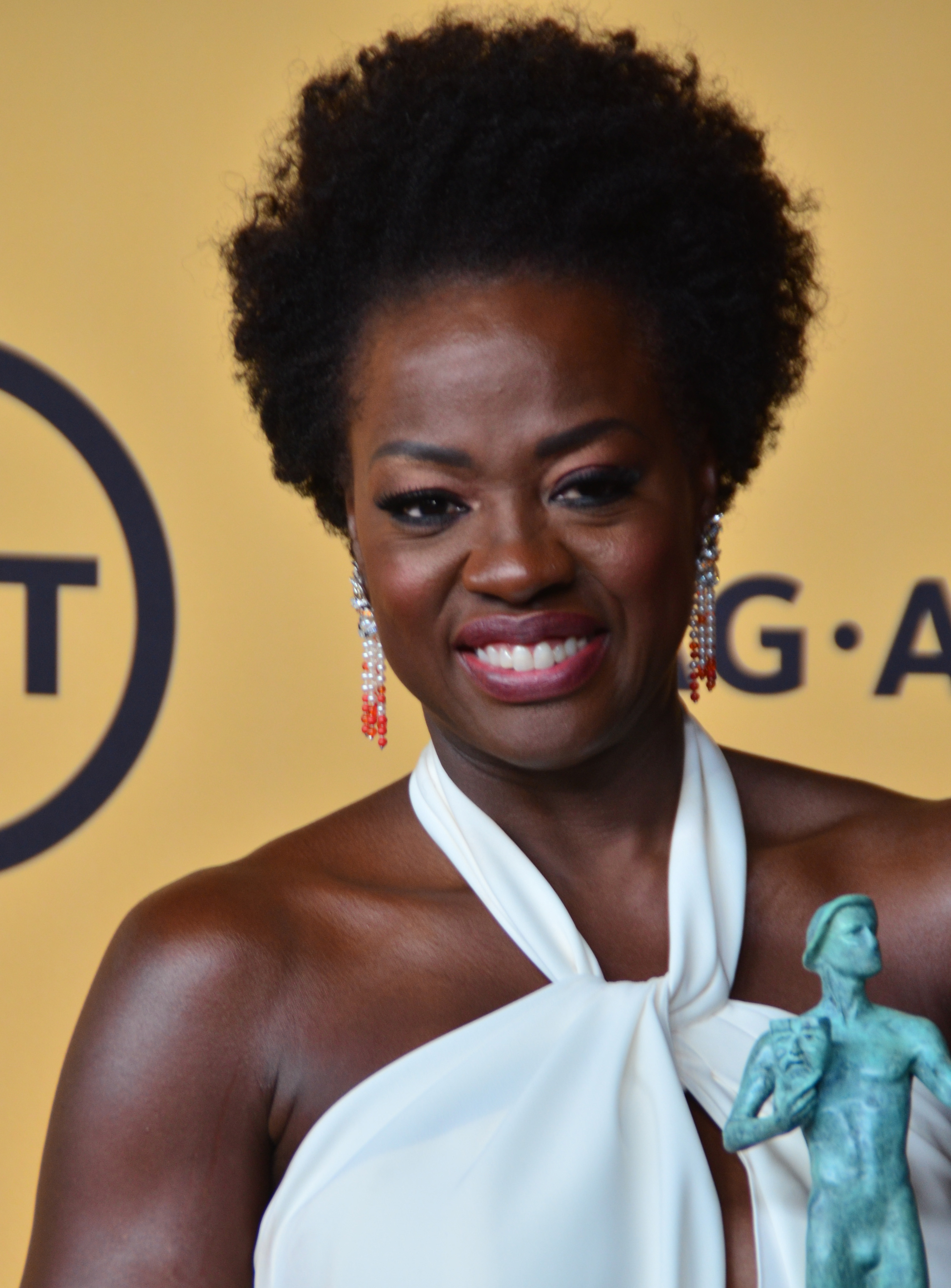
Viola Davis nel 2015

Per la sua interpretazione in The Help, nel 2012, ha vinto due Screen Actors Guild Award: uno come migliore attrice cinematografica e uno come miglior cast cinematografico, oltre a guadagnare la sua seconda candidatura agli Oscar come miglior attrice e al Golden Globe 2012 come migliore attrice in un film drammatico. Sempre nel 2012, la rivista Time la inserisce per la prima volta nella lista delle 100 persone più influenti del mondo. Dal 2014 al 2020 è stata la protagonista della serie televisiva Le regole del delitto perfetto, nella quale interpreta la carismatica avvocatessa Annalise Keating. Per questo ruolo si aggiudica più volte la candidatura al Golden Globe e la vittoria di due Screen Actors Guild Awards (uno nel 2015 e uno nel 2016 sempre come migliore attrice in una serie drammatica), un NAACP Image Award, un People's Choice Award e soprattutto, nel settembre 2015, un Emmy Award come miglior attrice protagonista in una serie drammatica, divenendo la prima donna nera ad ottenere il premio in quella categoria.
Nell'agosto 2015, cinque anni dopo aver vinto un Tony Award a teatro in Fences di August Wilson, Viola Davis riprende il medesimo ruolo nell'omonimo adattamento cinematografico diretto da Denzel Washington, che funge anche da protagonista della pellicola. Per questa sua interpretazione la Davis ha ricevuto numerosi riconoscimenti: agli annuali Golden Globe ha trionfato nella categoria miglior attrice non protagonista, vincendo per la prima volta il prestigioso premio, ha ricevuto lo Screen Actors Guild Award per la migliore attrice non protagonista cinematografica e il BAFTA alla migliore attrice non protagonista. Nel 2016 prende parte al film del DC Extended Universe Suicide Squad, prestando il volto ad Amanda Waller. La consacrazione definitiva avviene il 26 febbraio 2017, in occasione della 89ª edizione della cerimonia degli Oscar, nel momento in cui viene proclamata vincitrice dell'ambita statuetta alla sua terza candidatura complessiva. Il 5 gennaio dello stesso anno Viola Davis viene insignita della stella sulla celeberrima Walk of Fame di Hollywood. Il 4 Marzo vince il Premio Artista dell'anno dell'Università di Havard. Nel mese di aprile è stata nuovamente inserita dalla rivista Time tra le cento personalità più influenti al mondo, nella categoria Icone.
Nel 2018 è la protagonista dell'acclamato film Widows - Eredità criminale, diretta dal Premio Oscar Steve McQueen, che le assicura una candidatura ai BAFTA e ai Satellite Awards. Nell'ottobre 2019 viene invece onorata con il Premio alla carriera nell'ambito dell'annuale Festival del Cinema di Roma. Pochi mesi dopo la conclusione de Le regole del delitto perfetto, veste i panni della cantante blues Ma Rainey nel film Ma Rainey's Black Bottom, adattamento cinematografico dell'omonima opera teatrale a cura di August Wilson. In questa pellicola, distribuita sulla piattaforma Netflix a partire dal 18 dicembre 2020 e prodotta da Denzel Washington, recita affiancata da Chadwick Boseman, nel suo ultimo ruolo prima della prematura scomparsa avvenuta nel precedente mese di agosto. Tra i suoi progetti futuri rientra il film del 2022 The Woman King, tratto da eventi reali, che racconterà la storia di Nanisca, interpretata dalla Davis, generale di una truppa militare tutta al femminile e di sua figlia Nawi, interpretata da Thuso Mbedu. Ha inoltre ripreso il ruolo di Amanda Waller in altri tre progetti del DCEU: i film The Suicide Squad - Missione suicida (2021) e Black Adam (2022) e la serie televisiva Peacemaker (2022). Nell'agosto 2022 ha ottenuta il ruolo della psicopatica e malvagia dottoressa Volumnia Gaul nel film prequel Hunger Games - La ballata dell'usignolo e del serpente, diretto da Francis Lawrence, uscito nelle sale il 17 novembre 2023. Nel 2024 presta la voce alla Camaleonte, una terribile e infida strega mutaforma nel quarto film d'animazione di Kung Fu Panda, nello stesso anno riprende il ruolo di Amanda Waller che viene incorporato nel nuovo franchise, il DC Universe dove doppia per la prima volta nella serie animata Creature Commandos.

## Vita privata
Ha avuto un'infanzia difficile, con un padre alcolizzato e problemi economici. Dal giugno 2003 è sposata con l'attore Julius Tennon, con cui ha adottato una figlia, Genesis, nell'ottobre 2011. Davis è la matrigna del figlio e della figlia del marito, nati da precedenti relazioni. È un'attivista del movimento Black Lives Matter.

## Filmografia

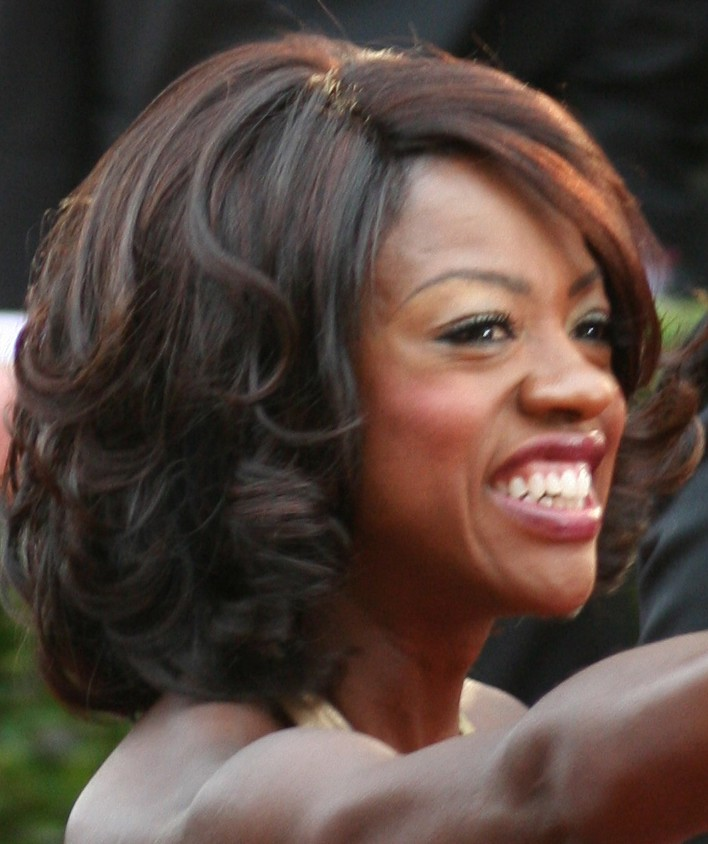
Viola Davis alla cerimonia dei Premi Oscar 2009

### Attrice

#### Cinema
- Il colore del fuoco (The Substance of Fire), regia di Daniel J. Sullivan (1996)
- Out of Sight, regia di Steven Soderbergh (1998)
- Traffic, regia di Steven Soderbergh (2000)
- Kate & Leopold, regia di James Mangold (2001)
- Solaris, regia di Steven Soderbergh (2002)
- Lontano dal paradiso (Far from Heaven), regia di Todd Haynes (2002)
- Antwone Fisher, regia di Denzel Washington (2002)
- Get Rich or Die Tryin', regia di Jim Sheridan (2005)
- The Architect, regia di Matt Tauber (2006)
- World Trade Center, regia di Oliver Stone (2006)
- Disturbia, regia di D.J. Caruso (2007)
- Come un uragano (Nights in Rodanthe), regia di George C. Wolfe (2008)
- Il dubbio (Doubt), regia di John Patrick Shanley (2008)
- Giustizia privata (Law Abiding Citizen), regia di F. Gary Gray (2009)
- State of Play, regia di Kevin Macdonald (2009)
- Mangia prega ama (Eat Pray Love), regia di Ryan Murphy (2010)
- Innocenti bugie (Knight and Day), regia di James Mangold (2010)
- Trust, regia di David Schwimmer (2010)
- 5 giorni fuori (It's Kind of a Funny Story), regia di Anna Boden e Ryan Fleck (2010)
- The Help, regia di Tate Taylor (2011)
- Molto forte, incredibilmente vicino (Extremely Loud and Incredibly Close), regia di Stephen Daldry (2011)
- Una scuola per Malia (Won't Back Down), regia di Daniel Barnz (2012)
- Beautiful Creatures - La sedicesima luna (Beautiful Creatures), regia di Richard LaGravenese (2013)
- Ender's Game, regia di Gavin Hood (2013)
- Prisoners, regia di Denis Villeneuve (2013)
- La scomparsa di Eleanor Rigby (The Disappearance of Eleanor Rigby), regia di Ned Benson (2013)
- Get on Up - La storia di James Brown (Get on Up), regia di Tate Taylor (2014)
- Blackhat, regia di Michael Mann (2015)
- Lila & Eve, regia di Charles Stone III (2015)
- Suicide Squad, regia di David Ayer (2016) – Amanda Waller
- Barriere (Fences), regia di Denzel Washington (2016)
- Widows - Eredità criminale (Widows), regia di Steve McQueen (2018)
- Equipaggio Zero (Troop Zero), regia di Bert & Bertie (2019)
- Ma Rainey's Black Bottom, regia di George C. Wolfe (2020)
- The Suicide Squad - Missione suicida (The Suicide Squad), regia di James Gunn (2021) – Amanda Waller
- The Unforgivable, regia di Nora Fingscheidt (2021)
- The Woman King, regia di Gina Prince-Bythewood (2022)
- Black Adam, regia di Jaume Collet-Serra (2022) – Amanda Waller
- Air - La storia del grande salto (Air), regia di Ben Affleck (2023)
- Hunger Games - La ballata dell'usignolo e del serpente (The Hunger Games: The Ballad of Songbirds and Snakes), regia di Francis Lawrence (2023)
- G20, regia di Patricia Riggen (2025)

#### Televisione
- La guerra privata del Pentagono (The Pentagon Wars), regia di Richard Benjamin – film TV (1998)
- City of Angels – serie TV, 24 episodi (2000)
- Giudice Amy (Judging Amy) - serie TV, episodio 1x23 (2000)
- The Guardian – serie TV, 1 episodio (2001)
- Father Lefty, regia di Kevin Rodney Sullivan – film TV (2002)
- CSI - Scena del crimine (CSI: Crime Scene Investigation) – serie TV, episodio 6x17 (2002)
- Law & Order: Criminal Intent – serie TV, episodio 1x20 (2002)
- Jesse Stone: Caccia al serial killer (Jess Stone: Cold Stone), regia di Robert Harmon – film TV (2005)
- Jesse Stone: Dispersa (Jess Stone: Death in Paradise), regia di Robert Harmon – film TV (2006)
- Jesse Stone: Passaggio nella notte (Jesse Stone: Night Passage), regia di Robert Harmon – film TV (2007)
- Sea Change - Delitto perfetto (Jesse Stone: Sea Change), regia di Robert Harmon – film TV (2007)
- Traveler – serie TV, 8 episodi (2007)
- Law & Order - Unità vittime speciali (Law & Order: Special Victims Unit) – serie TV, 7 episodi (2003-2008)
- United States of Tara – serie TV, 6 episodi (2010)
- Le regole del delitto perfetto (How to Get Away with Murder) – serie TV, 90 episodi (2014-2020)
- Custody: Bambini contesi (Custody), regia di James Lapine – film TV (2016)
- Scandal – serie TV, episodio 7x12 (2018)
- Fratelli in affari: SOS Celebrity (Celebrity IOU) – docu-reality, episodio 1x03 (2020)
- Peacemaker - serie TV (2022-in corso) – Amanda Waller
- The First Lady - serie TV, 10 episodi (2022)

### Doppiatrice
- Kung Fu Panda 4, regia di Mike Mitchell (2024)
- Creature Commandos - serie animata, 4 episodi (2024-in corso) – Amanda Waller

## Teatro
- Joe Turner's Come and Gone, di August Wilson. Trinity Repertory Company di Providence (1988)
- Come vi piace, di William Shakespeare. Delacorte Theatre di New York (1991)
- Ecuba, di Euripide. American Conservatory Theatre di San Francisco (1995)
- Seven Guitars, di August Wilson. Eugene O'Neill Theatre di Broadway (1996)
- A Raisin in the Sun, di Lorraine Hansberry. Williamstown Theatre Festival di Williamstown (1999)
- God's Heart, di Craig Lucas. Lincoln Center di New York (1997)
- Pericle, principe di Tiro, di William Shakespeare. Delacorte Theatre di New York (1998)
- Everybody's Ruby, di Thulani Davis. Public Theater di New York (1999)
- I monologhi della vagina, di Eve Ensler. Westide Theatre di New York (1999)
- King Hedley II, di August Wilson. Virginia Theatre di Broadway (2001)
- Intimate Apparel, di Lynn Nottage. Roundabout Theatre di Broadway (2002)
- Fences, di August Wilson. Cort Theatre di Broadway (2010)

## Riconoscimenti
Nel corso della sua carriera, Viola Davis si è aggiudicata numerosi riconoscimenti per il suo impegno in ambito cinematografico, televisivo e teatrale. In particolare, l'attrice ha completato la cosiddetta tripla corona della recitazione, ovvero la vittoria di tutti i premi principali dei tre settori sopracitati: l'Oscar, l'Emmy e il Tony Award, quest'ultimo vinto ben due volte. Oltre a ciò vanta, tra gli altri, anche due Golden Globe, un Grammy Award e sei Screen Actors Guild Award.

## Doppiatrici italiane
Nelle versioni in italiano delle opere in cui ha recitato, Viola Davis è stata doppiata da:
- Alessandra Cassioli in  World Trade Center, Disturbia, State of Play, United States of Tara, Mangia prega ama, Innocenti bugie, Beautiful Creatures - La sedicesima luna, Prisoners, La scomparsa di Eleanor Rigby, Get on Up - La storia di James Brown, Blackhat, The Unforgivable
- Laura Romano in Come un uragano, Molto forte, incredibilmente vicino, Scandal, Le regole del delitto perfetto, Barriere, Widows - Eredità criminale, The Woman King,  The First Lady, Air - La storia del grande salto, G20
- Ludovica Modugno ne Il dubbio, The Help, Una scuola per Malia, Ma Rainey's Black Bottom
- Emanuela Rossi in Suicide Squad, The Suicide Squad - Missione Suicida, Black Adam[32], Peacemaker
- Emanuela Baroni in Trust, Ender's Game, Hunger Games - La ballata dell'usignolo e del serpente
- Cinzia De Carolis in Giustizia privata, Love, Marilyn - I diari segreti
- Anna Rita Pasanisi in Out of Sight
- Antonella Alessandro in Law & Order - Unità vittime speciali
- Tenerezza Fattore in CSI - Scena del crimine
- Cristina Piras in Kate & Leopold
- Cristina Giolitti in Law & Order - Criminal Intent
- Anna Cesareni in Solaris
- Paola Giannetti in Lontano dal paradiso
- Laura Boccanera in Get Rich or Die Tryin'
- Tiziana Avarista in 5 giorni fuori

Da doppiatrice è sostituita da:
- Laura Romano in Kung Fu Panda 4